# Campo de distorção da realidade

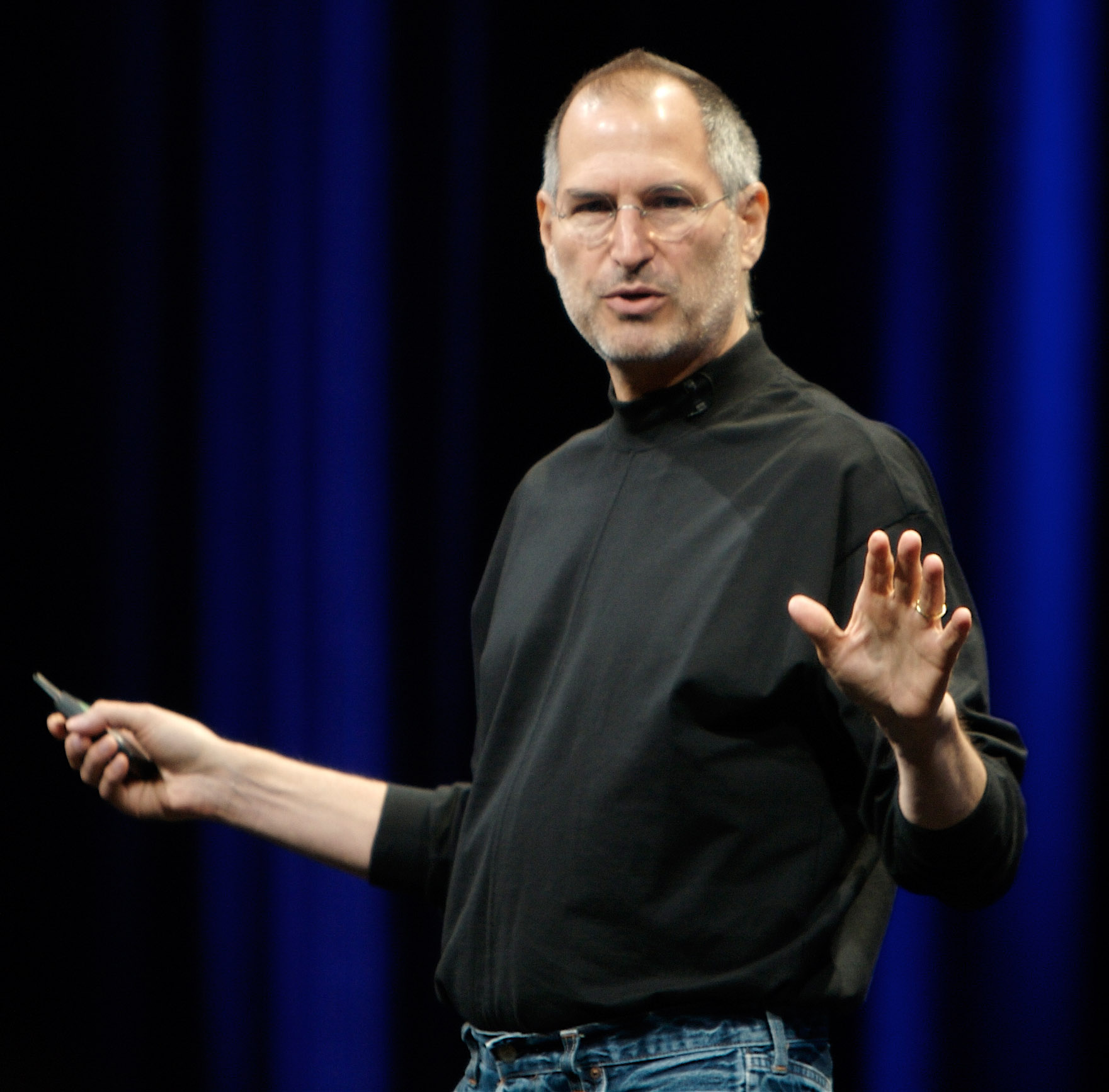
Steve Jobs

Campo de distorção da realidade (CDR) é um termo citado por Bud Tribble da Apple Inc. em 1981, para descrever o carisma do co-fundador da empresa Steve Jobs e seus efeitos sobre os desenvolvedores que trabalham no projeto Mac. Posteriormente, o termo também tem sido usado para se referir aos efeitos que Steve causa durante suas palestras nos observadores e usuários dedicados de computadores e produtos da Apple.
Bud Tribble argumenta que o termo vem de Star Trek.
Na essência, a expressão baseia-se na ideia de que Steve Jobs é capaz de convencer a si mesmo e aos outros a acreditar em quase tudo com uma mistura de charme, carisma, exagero e marketing persistente. Acredita-se que o CDR distorce o sentido coletivo de proporção e dimensão. Pequenos avanços são aplaudidos como se fossem incríveis realizações. Novos produtos tornam-se pontos de inflexão ou grandes avanços no gênero. Aqueles que usam o termo alegam que ele não é um exemplo de engano, mas mais um caso de alteração do próprio julgamento. O termo "audiência" pode se referir a um indivíduo cujas atitudes Steve está pretendendo influenciar.
Muitas vezes o termo é usado como um comentário depreciativo para criticar os produtos da Apple e os seus adeptos mais entusiastas.
O termo foi estendido para a indústria de outros gestores e dirigentes que tentam convencer seus funcionários a tornarem-se apaixonadamente comprometidos com projetos independentemente do produto ou da concorrência do mercado. Também tem sido utilizado com relação à campanha publicitária destinada aos produtos que não estão necessariamente ligados a uma pessoa específica.
Quando Steve Jobs adquiriu a Pixar em 1986, os líderes da equipe Dr. Edwin E. Catmull usavam gestos com o corpo para identificar a outros membros da equipe quando Jobs estava persuadindo alguém com seu Campo de distorção da realidade.

## Uso e Descrição
O Campo de Distorção da Realidade foi definido por Andy Hertzfeld como a habilidade de Steve Jobs de convencer ele mesmo e os outros a acreditarem  em quase tudo com uma mistura de charme, carisma, coragem, hipérbole, marketing, apaziguamento e persistência. O RDF foi criado para distorcer a noção de proporção e dimensão dos trabalhadores e fazer com que eles acreditassem que a tarefa em mãos, no caso o Macintosh, era possível. O termo era usado por Jobs também para se apropriar das ideias dos outros como se fossem as suas. Às vezes criticava as ideias dos funcionários e uma semana depois propunha a tal ideia estúpida como se fosse algo brilhante criado por ele. 
O termo também é usado pelos competidores da Apple para criticarem a empresa. No blog oficial da BlackBerry, o diretor oficial (CEO) da marca, Jim Balsillie, começou um post do blog dizendo "Para aqueles de nós que vivem fora do campo de distorção da Apple. 
O campo de Distorção de Jobs foi parodiado no desenho Dilbert. Dilbert cria um campo de distorção da realidade emissor, o qual é usado durante o discurso de apresentação de Dogbert , e em outros quadrinhos, eles já haviam parodiado as falhas do Iphone.  Scott Adams, criador das tirinhas do Dilbert, até chegou a comentar em seu blog sobre a biografia de Jobs feita por Walter Isaacson. Adams discursa sobre Jobs ter passado a vida pesquisando sobre a verdade e ainda afirma: "Aparentemente, Jobs teve uma batalha ao longo da vida com a realidade e ganhou".  Nesta mesma biografia, no capítulo três, Isaacson afirma que por volta de 1972, na época em que Jobs frequentava a Faculdade Reed (Reed College), Robert Friedland (hoje grande investidor e fundador das Minas Ivanhoe) ensinou Steve sobre o campo de distorção da realidade.
O termo foi estendido, na indústria, para outros gestores e líderes que tentam convencer seus funcionários a tornar-se apaixonadamente comprometidos com projetos sem levar em conta o produto total ou as forças competitivas no mercado. Também tem sido usada no que é conhecido como hype, uma técnica de exagerar as coisas, usada às vezes no marketing para produtos que estão na moda. 

## Praticantes do RDF
Desde a Grécia Antiga grandes líderes usam do poder da oratória para poder convencer seus ouvintes de suas ideias. No entanto, poucos foram como Jobs e conseguiram criar uma atmosfera onde a persuasão tomava conta, independentemente do assunto sendo tratado ou do produto sendo vendido. O carisma de Bill Clinton já foi chamado de campo de distorção da realidade.  O campeão de xadrez, Bobby Fischer já foi aludido de ter uma "Aura Fischer" à sua volta que conseguiu desorientar Boris Spassky e outros oponentes.  O termo foi até mesmo associado com a abordagem do discurso de Donald Trump para concorrer às campanhas de 2016 para presidente dos Estados Unidos. 